# Интерконтинентални куп 1972. (фудбал)
Интерконтинентални куп 1972. је била фудбалски двомеч који је одржан у септембру 1972. између победника Европског купа 1971/72, Ајакса, и победника Копа либертадорес 1972. Индепендијентеа.
Прва утакмица одржана је 6. септембра 1972. на стадиону Индепендијенте (Ла Добле Висера), дому Индепендијентеа, и завршена је нерешеним резултатом 1:1, головима Јохана Кројфа и Франсиска Са. Реванш је одржан 28. септембра 1972. на Олимпијском стадиону, а победио је Ајакс резултатом 3–0. Стога је холандска екипа освојила свој први трофеј Интерконтиненталног купа.

## Квалификоване екипе
| Конфедерација | Тим            | Квалификација                            | Учешће |
| ------------- | -------------- | ---------------------------------------- | ------ |
| Конмебол      | Индепендијенте | Копа либертадорес 1972. шампион          | 3ª     |
| УЕФА          | Ајакс          | Куп европских шампиона 1971/72. шампион* | 1ª*    |

*OBS: 1971. Ајакс се повукао са турнира и заменио га је Панатинаикос

## Преглед
Утакмица је била значајна по томе што је Јохан Кројф први и једини пут играо у Аргентини, јер се није придружио путовању са репрезентацијом Холандије на Светско првенство 1978. где је холандски тим стигао до финала. Ајакс је стигао у Аргентину доносећи сопственог кувара и храну. Неке холандске присталице су раније стигле не само да гледају меч, већ и на туристичко путовање до познатих локација у Буенос Ајресу.
Рани погодак Кројфа (који је можда фаулирао дефанзивца Индепендијентеа Мигела Анхела Лопеза и или га је могао фаулирати Мигел Анхел Лопез пре него што је Керојф постигао гол) диктирао је правац утакмице. Од тада, Индепендиентеов стил игре се окренуо ка чврстини да заустави играче Ајакса. Као резултат тога, Кројф је морао да напусти терен након тешког прекршаја дефанзивца Дантеа Мирцолија. На крају првог полувремена, играчи Ајакса су били толико љути на насиље играча Индепендијентеа да су одбили да изађу на терен у другом полувремену. Њихов тренер Штефан Ковач је морао да их преклиње да играју даље.
Фудбалери Ајакса су се после меча жалили на грубу игру ривала. Нападач Сјак Сварт дефинисао је ривалског дефанзивца Рикарда Павонија као „гангстера”, такође наводећи да „он верује да је Карлос Монзон” да би описао крутост Уругвајца. У истом реду, менаџер Ајакса Ковач је додао своје сведочење рекавши: „Ово није био фудбал него рат.... У Амстердаму ће Индепендијенте имати озбиљне невоље. Један од њих, наш величанствени терен тако да нису навикли да играју на тим подлогама. Овај терен (Стадион Индепендиенте) није погодан за играње фудбала”.
Неке фудбалске личности присуствовале су утакмици у Авеланеди, будући да су председник Реал Мадрида Сантијаго Бернабеу био један од најзапаженијих посетилаца. По завршетку меча, Бернабеу је рекао:
| „ | „Индепендијенте је контролисао игру у другом полувремену, и не разумем како нису схватили да је мала висина њихових играча утицала на њих да се такмиче са холандским играчима. Они су спремни за те хитне случајеве и затворене досијее да се одупру нападу Индепендиентеа. Домаћем тиму је недостајало времена и среће за победу.” | ” |

У реваншу одржаној у Амстердаму, Ајакс је одлично играо, показујући све своје врлине да лако савлада Индепендијенте са 3–0, и тако освоји свој први интерконтинентални трофеј 3–1 на поене (4–1 укупно).

## Утакмице

### Детаљи прве утакмице
| Индепендијенте | 1–1      | Ајакс    |
| -------------- | -------- | -------- |
| Са 81’         | Извештај | Кројф 5’ |

| Индепендијенте | Ајакс |

| GK               | 21 | Мигел Анхел Санторо  |  |     |
| DF               | 4  | Едуардо Комисо       |  |     |
| DF               | 20 | Мигел Анхел Лопез    |  |     |
| DF               | 6  | Франциско Са         |  |     |
| DF               | 3  | Рикардо Павони (c)   |  |     |
| MF               | 18 | Хосе Омар Пасториза  |  |     |
| MF               | 10 | Алехандро Семеневич  |  |     |
| MF               | 8  | Мигел Анхел Рајмондо |  | 70’ |
| FW               | 7  | Агустин Балбуена     |  |     |
| FW               | 19 | Едуардо Маглиони     |  |     |
| FW               | 15 | Данте Мирколи        |  |     |
| Резервни играчи: |    |                      |  |     |
| DF               | 9  | Карлос Алберто Буља  |  | 70’ |
| Менаџер:         |    |                      |  |     |
| Педро Делача     |    |                      |  |     |

|                  |    |                   |  |     |
|                  |    |                   |  |     |
| GK               | 1  | Хејнц Стај        |  |     |
| DF               | 2  | Хорст Бланкенбург |  |     |
| DF               | 3  | Вим Сурбијер      |  |     |
| DF               | 4  | Бари Хулсхоф      |  |     |
| DF               | 5  | Руд Крол          |  |     |
| MF               | 6  | Ари Хан           |  |     |
| MF               | 7  | Јохан Нескенс     |  |     |
| MF               | 8  | Гери Мирен        |  |     |
| FW               | 9  | Шак Сварт         |  |     |
| FW               | 14 | Јохан Кројф       |  | 30’ |
| FW               | 11 | Пит Кајзер (c)    |  |     |
| Резервни играчи: |    |                   |  |     |
| MF               | 12 | Арнолд Мирен      |  | 30’ |
| Менаџер:         |    |                   |  |     |
| Штефан Ковач     |    |                   |  |     |

### Детаљи друге утакмице
| Ајакс                      | 3–0      | Индепендијенте |
| -------------------------- | -------- | -------------- |
| Нескенс 12’ · Реп 65’, 80’ | Извештај |                |

| Ајакс | Индепендијенте |

| GK               | 1  | Хејнц Стај        |  |     |
| DF               | 12 | Хорст Бланкенбург |  |     |
| DF               | 3  | Вим Сурбијер      |  |     |
| DF               | 4  | Бари Хулсхоф      |  |     |
| DF               | 5  | Руд Крол          |  |     |
| MF               | 15 | Ари Хан           |  |     |
| MF               | 7  | Јохан Нескенс     |  |     |
| MF               | 9  | Гери Мирен        |  |     |
| FW               | 8  | Шак Сварт         |  | 61’ |
| FW               | 14 | Јохан Кројф       |  |     |
| FW               | 11 | Пит Кајзер (c)    |  |     |
| Резервни играчи: |    |                   |  |     |
| DF               | 16 | Џони Реп          |  | 61’ |
| Менаџер:         |    |                   |  |     |
| Штефан Ковач     |    |                   |  |     |

|                  |    |                     |  |     |
|                  |    |                     |  |     |
| GK               | 21 | Мигел Анхел Санторо |  |     |
| DF               | 4  | Едуардо Комисо      |  |     |
| DF               | 20 | Мигел Анхел Лопез   |  |     |
| DF               | 6  | Франциско Са        |  |     |
| DF               | 3  | Рикардо Павони (c)  |  |     |
| MF               | 18 | Хосе Омар Пасториза |  |     |
| MF               | 10 | Алехандро Семеневич |  |     |
| MF               | 22 | Луис Гаристо        |  | 73’ |
| FW               | 7  | Агустин Балбуена    |  |     |
| FW               | 19 | Едуардо Маглиони    |  |     |
| FW               | 15 | Данте Мирколи       |  | 64’ |
| Резервни играчи: |    |                     |  |     |
| DF               | 9  | Карлос Алберто Буља |  | 64’ |
| MF               | 13 | Мануел Маган        |  | 73’ |
| Менаџер:         |    |                     |  |     |
| Педро Делача     |    |                     |  |     |